# 구미 대둔사 대웅전
구미 대둔사 대웅전(龜尾 大芚寺 大雄殿)은 대한민국 경상북도 구미시 옥성면 옥관리, 대둔사에 있는 대웅전이다. 1982년 8월 4일 경상북도의 유형문화재 제162호로 지정되었다가, 2017년 11월 28일 보물 제1945호로 승격되었다.

## 개요
대둔사는 신라 눌지왕 30년(446) 아도화상이 세웠다는 설이 있으나 정확한 시기는 알 수 없다. 고려시대에 몽고족의 침략으로 불타버린 것을 충렬왕(재위 1274∼1308) 때 고쳐 세웠으며 그 뒤로 최근까지 여러 차례 수리하여 오늘에 이르고 있다. 중심 법당인 대웅전은 조선 중기에 세운 것으로 추정하며 석가여래좌상을 모시고 있다. 규모는 앞면 3칸·옆면 3칸이며 지붕은 옆면에서 볼 때 지붕선이 여덟 팔(八)자 모양과 비슷한 팔작지붕이다. 지붕 처마를 받치기 위해 기둥 윗부분에 장식하여 만든 공포는 기둥 위와 기둥 사이에도 있는 다포계 양식이다. 안쪽은 불상을 더욱 엄숙하게 꾸미는 지붕 모형의 닫집을 섬세하게 만들어 놓았으며 세부 재료를 받치는 부분을 색다른 수법으로 표현하고 있다. 건축기법과 양식으로 보아 17세기 후반 건물로 추정되며 옛 건축 연구자료가 되는 학술 가치를 지니고 있다.

## 보물 승격사유
구미 대둔사는 복우산(伏牛山) 동쪽 중턱에 남북으로 길게 대지를 조성하여 자리 잡고 있다. 현재의 사역은 원래 대둔사의 암자인 청련암(靑蓮庵) 자리이며, 현 위치에서 서남쪽 약 300m 지점에 대둔사 옛터가 남아 있다. 대둔사는 446년(신라 눌지왕 30)에 아도화상(阿度和尙)이 창건했다고 전해지고 있다. 창건 후 1231년(고려 고종 18) 몽고족의 침략으로 불타버린 것을 충렬왕(忠烈王)의 아들 왕소군(王小君)이 출가하여 다시 세웠고, 그 후 1606년(선조 39)에 사명대사(四溟大師) 유정(惟政)이 중건하여 승군(僧軍)을 주둔시켰다고 한다. 대웅전은 1987년 수리 중 발견된 종도리 장혀의 상량문에 의하면 1614년(광해군 6)부터 1804년(순조 4)까지 다섯 차례 수리가 있었음을 알 수 있으며, 지붕에는 ‘건륭31년 병술(1766)’이라고 기록한 망와가 다수 남아 있어서 최소 1766년 이전에는 대웅전이 있었음을 알 수 있다.
대웅전은 앞쪽이 낮은 지형에 따라 전면에 석축이 높게 구축되어 있고 석축 가운데에 화강암 계단이 있다. 기단은 장대석으로 쌓고 자연석 초석 위에 모두 원기둥을 세웠다. 건물은 정면 3칸, 측면 3칸의 팔작지붕이며, 조선시대의 전형적인 다포계 건물이다. 지붕의 네 모서리에는 팔각형 활주가 서 있다. 창호는 정면 가운데에 꽃살 여닫이문과 배면 우측의 영쌍창(창호 가운데 기둥이 있는 창)이 고식의 모습을 보여주고 있다.
지붕을 받치는 공포는 강직하면서도 장식성이 나타나기 시작하는 17∼18세기 건물의 특징을 잘 보여주고 있다. 우물천장 등의 구조와 내부 닫집의 섬세한 조각형태 그리고 건립당시로 추정되는 단청문양이 잘 남아 있다.
이처럼 구미 대둔사 대웅전은 형태, 구조, 장식 측면에서 볼 때, 국가지정문화재(보물)로 역사적, 건축적, 예술적 가치가 충분하다.

## 같이 보기
- 대둔사

## 참고 자료
- 대둔사 대웅전 - 국가유산청 국가유산포털